# فهرست ریشه‌شناسی نام کشورها
در زیر نام کشورها و معنای نام آن‌ها آورده شده‌است. نام‌های انگلیسی که در روبروی آن‌ها نوشته شده، نام بین‌المللی آنهاست. در توضیح آنکه برخی از این نام‌ها از انگلیسی وارد زبان فارسی شده‌اند، دقیقاً منظور همان انگلیسی نیست بلکه اکثراً در تمام زبان‌ها به همین نام خوانده می‌شوند و ما زبان بین‌المللی را مد نظر قرار داده‌ایم.

## الف
جمهوری آذربایجان
```
 نام پیش از شوروی 
[[اَران]]
```

(Republic of Azerbaijan)(Aran)
این نوشته ها برای این سرزمین نیست و برای منطقه آذربایجان در جنوب ارس است برا آگاهی بیشتر درباره اران جستجو کنید. 
آذربایجان :معرب آذربایگان که ملکیست در حد غربی ایران دارالعمارت آنجا تبریز و تفصیلش در آذربیجان مرقوم خواهد شد. (از برهان و غیره)
آذربیجان :/به فتح نخست و سکون ذال معجمه و جیم عربی/معرب آذرآبادگان که نام شهریست و معنی ترتیبی آن آتش آباد. چون در آن شهر آتشخانه بسیار بودند لهذا بدین نام موسوم شد.
آذربایجان به نام آذرپاد پسر ایران، پسر اسود، پسر سام، پسر نوح و برخی گویند آذرپاد پسر بیور اسب می‌باشد؛ و برخی می‌گویند:آذر در زبان پهلوی آتش باشد و «بایگان» به معنی نگهبان، پس آذربایجان_آتشکده یا نگهبان آتش باشد، و این به واقع نزدیک تر است، زیرا آتشکده‌ها در این سرزمین بسیار بوده‌است.
نسیبت بدان «آذری» است؛ و برخی «آذری» با سکون ذال آرند، زیرا که این واژه را مرکب دانند از «آذر» و «بیجان» و نسبت به نخستین باشد و برخی «آذربی» آرند و هر دو به کار رفته‌است.
«آتورپاتگان» و شکل دگرگون شده آن «آذربایگان» که سرزمینی است منتسب به آذر (آتش). آتشکده‌های بسیاری در جایجای ایران به ویژه در آذربایگان مانند آتشکده آذرگشسب و آتشکده تبریز و آتشکده تمر وغیره نیز موید همین مطلب است. واژه «آذربُد» (آتورپات) و آذر - پادگان (پاتگان) ریشه در «آتورپاتگان» پهلوی دارد که در اثر کثرت استعمال به آذرآبادگان بدل شده‌است.
اعراب تلفظ چهار حرف (گ-ژ-چ-پ) نمی‌توانستند، لذا «گ» را «ج» خوانده‌اند و «آذربایگان» را «آذربایجان» نوشته‌اند. مورخین دوران باستان اعم از مورخین یونانی و رومی مانند «استرابون» و «گزنفون»، «پلیپ»، «دیودور سیسیلی» و دیگران نیز «آتورپاتن» نوشته‌اند.
 آرژانتین

(Argentina)
نام فارسی آن برگرفته شده از لاتین argentum، به معنای «نقره». نامی که بازرگانان پرتغالی و اسپانیایی برای سرزمین رود Rio de la Plata (رود نقره) به کار بردند؛ و به معنای «سرزمین نقره».
 آروبا

(Aruba در اختیار هلند)
نام فارسی آن برگرفته شده از انگلیسی Aruba است. دو امکان برای نامگذاری آن وجود دارد: اولی از کاشف اسپانیایی Alonso de Ojeda در سال ۱۴۹۹ این جزیره را به نام Oro Hubo که در اسپانیایی به معنای «آنجا طلا بود» و دومی را که Arawak بیان می‌دارد از واژهٔ سرخ‌پوستی oibubai به معنای «راهنما».
 آلبانی

(Albania)
نام فارسی آن برگرفته شده از فرانسوی Albanie است. واژه Alb از زبان‌های هندواروپایی و به معنای «سفید» یا «کوهستان» است.
- آلبانیایی: Shqipëria «سرزمین بزرگ»، سرزمینی که احتمالاً زیباترین مکان بود.

 آلمان
(Germany)
این نام در فارسی برگرفته شده از فرانسوی است:Allemagne (فرانسوی): «سرزمین همه مردمان» یا «همه قوم‌های ما» و شاید از Alamanni قوم ژرمنی جنوبی با همان معانی. ژرمنی نو: Alle Männer.
- ژرمن: از لاتین Germania در سده سوم پیش از میلاد، و با ریشه ناشناخته. لغتنامه آکسفورد نظریات زیر را با ریشه سلتی بیان داشته: gair «همسایه»، و gairm «بانگ جنگ». «نیزه» و gar «فریاد زدن» را پیشنهاد می‌دهند. بریتانیایی‌ها، ایتالیایی‌ها و دیگر زبان‌ها واژه لاتین آن را به کار می‌برند. ایرلندیان آن را An Ghearmáin با همان ریشه می‌نامند.
- Deutschland (آلمانی): از آلمانی باستان علیا و واژه diutisc به معنای «از آنِ مردم» (از آلمانی باستان thiudaیا theoda «مردم». در کل به معنی «سرزمین مردمان».

 آنتیگوآ و باربودا

(Antigua & Barbuda)
نام فارسی آن برگرفته شده از زبان انگلیسی است. کریستف کلمب آنتیگوا را به احترام نام کلیسای جامع شهر سویل Santa María La Antigua (سنت ماری پیر) نامید. باربودا نیز در زبان پرتغالی به معنای «ریشو» است؛ این نام از آنجا آمده که درختان انجیری که در این جزیره بودند ابتدا مانند ریش در نظر ظاهر شدند البته شاید هم اشاره به ریش بومیان دارد.
 آنتیل هلند

(Netherlands Antilles در اختیار هلند)
نام فارسی آن برگرفته شده از زبان فرانسوی Antill است. نام آنتیل از نام سرزمین/جزیره اسطوره‌ای "Antillia" که در غرب اروپا قرار داشته؛ از دو واژه پرتغالی ante/ anti و ilha و به معنای «جزیره». و نیز بنگرید به هلند.
 آندورا

(Andorra)
نام فارسی آن برگرفته شده از فرانسوی Andorra است. بر سر ریشه این واژه اختلاف وجود دارد. از پیش لاتینی، احتمالاً با ریشهٔ باسکی یا ایبریایی. شاید این نام از واژهٔ عربی «ال دره» به معنای بیشه و دره آمده باشد. این نام به خاطر حمله اعراب مور به اسپانیا و در دره بودن آندورا داده شده. برخی نیز ادعا می‌کنند که از واژه اسپانیایی andar به معنای «پیاده‌روی کردن» و از قبایل چادرنشین آندورایی Andorrisoe آمده‌است. شاید هم از ریشه Navarrese واژه‌ای آندورایی به معنای «سرزمین پوشیده از بوته (توت فرنگی)». برخی گویند از نام افسانه‌ای Endor، به معنای «درهٔ وحشی جهنمی» که Louis le Debonnaire پس از شکست مورها و بیرون کردن آن‌ها بدانجا اطلاق کرد.
 آنگولا

(Angola)
نام فارسی آن برگرفته شده از فرانسوی Angola است. از Ngola، عنوانی که برای نامیدن پادشاهی Ndongo استفاده می‌شد؛ و نام پرتغالی (آنگولا) به احترام آن گذاشته شد.
 آنگویلا
(Anguilla در اختیار بریتانیا)
نام فارسی آن برگرفته شده از انگلیسی است. نامی که در برخی زبان‌های لاتینی (اسپانیاییanguila، فرانسوی anguille، ایتالیایی anguilla) با eel نامگذاری شده. نامگذاری نامطمئنی که کاشفان اروپایی همچون کریستف کلمب (۱۴۹۳) کردند.
 جزایر الند

(Ålandاستانی خودمختار در فنلاند)
نام فارسی آن برگرفته شده از انگلیسی است. به معنای «سرزمین (در) آب». از ریشه آلمانی ahw-، هم‌ریشه با لاتین aqua به معنای «آب». نام فنلاندی Ahvenanmaa نسبتاً از ترجمهٔ آن در آلمانی است.
 اتحاد جماهیر شوروی

(Soviet Union)
کشوری که از اتحاد شوراها و جمهوری‌ها پدید آمده بود و امروزه شامل روسیه، آسیای میانه، قفقاز و اروپای شرقی است و با مرکزیت روسیه. نام اروپایی آن از کلمه روسی совет (یا soviet) به معنای «شورا» است.
 اتریش

(Austria)
نام فارسی آن برگرفته شده از فرانسوی Autriche است. مقایسه کنید با نام آلمانی Österreich، از آلمانی باستان شمالی ôstarrîhhi، به معنای «پادشاهی شرقی». در سده نهم میلادی کشوری در بخش شرقی امپراتوری فرانک‌ها و در مرز با اسلاوها تشکیل شد به این نام. این نام در زمان شارلمانی و اوایل قرون وسطی به نام لاتین marchia orientalis یا «مارس شرقی» خوانده می‌شد. نام آلمانی باستان آن از نام محلی آن Ostarrîchi آمده.
 اتیوپی

(Ethiopia)
نام فارسی آن برگرفته شده از فرانسوی Ethiopie است. از یونانی Αἰθιοπία (Æthiopia)، از Αἰθίοψ (Æthiops)، به معنای «سوخته (αιθ-) چهره (ὄψ)». البته اتیوپیان کشور خود را Ityopp'is می‌نامیدند و می‌گفتند نم پسر کوش و نوه حام (پسر نوح) است.
 اردن

(Jordan)
نام فارسی آن برگرفته شده از عربی است. از نام رود اردن، نامی عبری و کنعانی با ریشه " yrd" به معنای «پایین آمده». در گذشته منطقه «نبطیه» را شامل می‌شد.
 ارمنستان

(Armenia)
کهن‌ترین نام برای آن در زبان‌های ایرانی از فارسی باستان (سده ۶ پ. م)و در سنگ نوشته داریوش هخامنشی در بیستون Armina آمده‌است که در پارسی نوین «آرمان» گفته می‌شود، به معنی «بهترین جا»؛ یونانی Armenia (سده ۵ پ. م). البته ممکن است از نام آشوری Armânum/Armanî یا نام Minni در عهد عتیق باشد. البته ارمنیان اعتقاد دارند که ارمن نام نوه نوح بود. اینکه مردمان قفقاز مانند گرجیان، ارمنیان و چچنیان اعتقاد دارند که نام کشورشان از نام فرزندان نوح بوده‌است، به دلیل اعتقادات دینی ایشان است؛ زیرا بنابر عهد عتیق این ناحیه مکان فرود آمدن کشتی نوح است.
- ارمنی: Հայաստան((hayastan از ریشهٔ Hayk. نامی که ارمنیان اعتقاد دارند نام نوه نوح بوده.

 جزیره اروپا

جزیره اروپا (Europa Island در اختیار فرانسه)
نام فارسی آن برگرفته شده از انگلیسی است. نام کشتی بریتانیایی Europa که در ۱۷۷۴ این جزیره را کشف کرد.
 اریتره

(Eritrea)
نام فارسی آن برگرفته شده از فرانسوی Eritrée است. از نام لاتین دریای سرخ "Mare Erythraeum"، که آن نیز از نام یونانی باستان این دریا گرفته شده "Erythrea Thalassa".
 ازبکستان

(Uzbekistan)
از پیوند دو واژه: «ازبک» (ترکی: «بزرگ»)؛ پسوند «ستان» (فارسی: «سرزمین»). «سرزمین بزرگان».
 اسپانیا

(Spain)
نام فارسی آن برگرفته شده از اسپانیایی España است. از نامی که فنیقیان بدان دادند: אישפנים (Î-šəpānîm) «جزیرهٔ خرگوش کوهی». هنگامی که تاجران فنیقی به این ناحیه رسیدند خرگوشان زیادی را دیدند و این خرگوش‌ها را با خرگوش کوهی آفریقا اشتباه گرفتند. رومیان این نام را به صورت Hispania به کار می‌بردند.
 استرالیا

(Australia)
نام فارسی آن برگرفته شده از انگلیسی است. از لاتین terra australis incognita «سرزمین ناشناخته جنوبی». در سده ۱۷ و ۱۸ میلادی کاشفان اروپایی تلاش خود را برای کشف این سرزمین آغاز کردند. Matthew Flinders (۱۷۷۴–۱۸۱۴) برای نخستین بار به سواحل استرالیا رسید و نام استرالیا را در کتاب A Voyage to Terra Australis (سفر به سرزمین جنوبی) به علت سادگی در تلفظ پیشنهاد کرد. پیش از آن کاشفی هلندی نام Australisch و Hollandia Nova «هلند نو» را برای آن بکار برده بود.
 استونی
(Estonia)
نام فارسی آن برگرفته شده از فرانسوی Estonie است. از صورت استونیایی نام ژرمنی Estland، و احتمالاً به معنای «(راه) شرقی» و شاید از نام Aestia، که نخستین بار یونانیان به کار بردند.
 اسرائیل
(Israel)
نام فارسی آن برگرفته شده از عربی است. لقب یعقوب، «کسی که با خدا ستیز کرد». بنابر کتاب «پیدایش» عهد عتیق، یعقوب با فرشته‌ای کشتی گرفت و بر او پیروز شد، سپس فهمید که آن فرشته خدا بود و لقب اسرائیل را خدا به او داد.
 اسکاتلند
(Scotland نیمهٔ شمالی بریتانیا)
در فارسی نام انگلیسی آن بکار می‌رود. «سرزمین اسکات‌ها»، از انگلیسی باستان Scottas، وام گرفته از لاتین Scotti، ریشه آن مشخص نیست. پس از خروج رومیان از بریتانیا در سال ۴۲۳ میلادی، قومی ایرلندی به اسکاتلند یورش بردند و در آنجا ساکن شدند، و این نام از اینجا آمده.
- Alba (گالیک ایرلندی و اسکاتلندی): از ریشه سلتی Albion، که در بریتانیا می‌زیستند. از ریشه هندواروپایی «سفید». از سنگ گچی که در این مناطق قرار دارد یا نام کوه‌های آن. هم ریشه با کوه‌های آلپ. همچنین بنگرید به آلبانی (کشور آلبانی و نام پیشین

 اسلواکی

(Slovakia)
نام فارسی آن برگرفته شده از فرانسوی Slovakie است. از اسلاوی Slav. ریشهٔ این نام مشخص نیست.
 اسلوونی

(Slovenia)
نام فارسی آن برگرفته شده از فرانسوی Slovénie است. از اسلاوی .Slav ریشهٔ این نام مشخص نیست.
 آفریقای جنوبی

(South Africa)
نام فارسی آن از تطابق نام عربی"آفریقیه" و انگلیسی Africa است. نام آفریقا احتمالاً از لاتین یا یونانی و به معنای "سرزمین بدون سرما (آفتابی)" است.
- Suid-Afrika (آفریکانس): "آفریقای جنوبی"

 جمهوری آفریقای مرکزی

(Central African Republic)
بنگرید به آفریقای جنوبی
 افغانستان

(Afghanistan)
از نام Apakan، فرمانروای ایرانی در سدهٔ ۸ و ۹ م. آمده. اشاره‌ای ساسانی در سدهٔ ۳ م. به Abgan، که کهن‌ترین واژهٔ شناخته شده برای افغان است. این اشاره در کتیبهٔ شاپور اول در نقش رستم در Goundifer Abgan Rismaund. در سدهٔ ۶ م. ستاره‌شناس هندی Varahamihira در کتاب Brhat Samhita به افغان‌ها با نام Avagan اشاره می‌کند. در سدهٔ ۷ م. مسافر چینی Hiuen Tsiang به مردمی اشاره می‌کند که در شمال کوه‌های سلیمان ساکن هستند و آن‌ها را با نام Apokien می‌خواند که آشکارا به Avaganها یا افغان‌ها اشاره دارد. برخی از دانشمندان معتقدند که این نام از واژهٔ سانسکریت Ashvaka یا Ashvakan، از اقوام Assakenoi یا Arrian بودند. این‌ها از جنگاوران هندی بودند.
. khorasan (نام بین‌المللی پیشین): خراسان در زبان قدیم فارسی به معنای خاور زمین است. این نام در اوایل قرون وسطی به‌طور کلی بر تمام ایالات اسلامی که در خاور کویر لوت تا کوه‌های هند واقع بودند، اطلاق می‌شد و به این ترتیب، تمام بلاد ماوراءالنهر را در شمال خاوری شامل می‌گردید… جغرافیانویسان مسلمان خراسان را به چهار بخش تفسیم کرده و هر کدام را به نام کرسی آن بخش، یعنی نیشابور، مرو، هرات و بلخ می‌خواندند.»
 اکوادور

(Ecuador)
به معنای «خط استوا» در اسپانیایی. این کشور بر خط استوا قرار دارد.
 الجزایر
(Algeria)
از عربی "الجزائر" به معنای " جزیره هاً که بازمی‌گردد به چهار جزیره‌ای که در کنار سرزمین اصلی قرار دارند و شهر الجزیره بر آن نهاده شده. البته این نام به نامی قدیمی تر و "جزایر بنی مزقناء (مزغناء)"، که توسط جغرافیادانانی چون "الادریسی" و "یاقوت حموی" به کار رفته.
 السالوادور

(El Salvador)
نام فارسی آن برگرفته شده از اسپانیایی است. به معنای «منجی» در اسپانیایی و اشاره دارد به آمدن مسیح پیش از رستاخیز.
 امارات متحده عربی

(United Arab Emirates)
«امیرنشین‌های متحد عربی»، برای معنای «عرب» بنگرید به عربستان.
- Trucial States, Trucial Oman(نام پیشین در انگلیسی): تا پیش از ۱۹۷۱ انگلستان با شیخ نشین‌های عربی این ناحیه جنگ و منازعه داشت و این نام (ایالات آتش‌بس) را پس از متارکهٔ جنگ به این سرزمین داد.

 اندونزی

(Indonesia)
نام فارسی آن برگرفته شده از فرانسوی Indonésie است. نامی بر اساس یونانی که در سده ۱۹ به کار رفت و به معنای «جزایر هند».
 انگلستان
انگلستان
به معنای «سرزمین انگل‌ها». نگاه کنید به «انگلیس»
انگلیس (England در نیمهٔ جنوبی بریتانیا)
اشاره دارد به نژاد «آنگلو ساکسون ها» که در این جزیره ساکن هستند. «آنگل» یا «انگل» به معنی «وابسته» و «ساکسون» به معنی «نژاد سکاها» است و با واژهٔ «ساسان» پارسی هم ریشه است. در فارسی گاهی به اشتباه این نام را برای تمام سرزمین بریتانیا به کار می‌برند؛ در صورتی که این تنها نام سرزمین «انگلند» است.
 اروگوئه

(Uruguay)
از نام رود اروگوئه (نام ملی آنRepublica Oriental del Uruguay "جمهوری شرقی اروگوئه " است). واژهٔ Uruguay شاید از زبان Guaraní، "urugua" (حلزون)؛ "i"(آب) و در کل "رود حلزون" باشد. شاید هم از "uru" (نوعی پرنده که نزدیک آب می‌زید)؛ "gua" (پیش روی از رویِ)؛ "i" (آب).
 اوکراین
(Ukraine)
نام فارسی آن برگرفته شده از انگلیسی است. از واژه اسلاوی ukraina (کشور/دیار)، هم‌ریشه با واژهٔ krajina.
 اوکیتانیا

اوکیتانیا (Occitania ایالتی در بوسنی و هرزگوین)
نام فارسی آن برگرفته شده از انگلیسی است. از نام بومی Occitània. از لاتین Occitania (تقریباً از ۱۳۰۰). «سرزمین Òc زبانان».
 اوگاندا
(Uganda)
نام فارسی آن برگرفته شده از انگلیسی است. از سواحیلی Buganda، پادشاهی خاندان Baganda. این نام تلفظ انگلیسی آن در ۱۸۹۴ است.
 ایالات متحده آمریکا
(United States of America)
عبارت "ایالات متحده" از سرآغاز متن قانون اساسی این کشور آمده :"ما، نمایندگان ایالات متحدهٔ آمریکا، از این رو در کنگرهٔ عمومی گرد هم آمدیم تا . . . .". آمریکا: گمان می‌رود که از نام لاتین Amerigo Vespucci کاشف و دریانورد ایتالیایی آمده باشد(Americus Vespucius) که اولین بار نام آمریکا را برای نامیدن سرزمین برزیل در آمریکای جنوبی بکار برد. البته از نام تانیث آن، America. برخی نیز گویند از نام Richard Amerike آمده.
 ایتالیا

(Italy)
نام فارسی آن برگرفته شده از ایتالیایی Italia است. از لاتین Italia، البته ریشه‌ای غیر لاتین دارد و احتمالاً از ریشه یونانی italos (گاو نر)، از هندواروپایی wet. ساکنان باستانی Oscan، ایتالیا را Viteliu می‌نامیدند که از همان ریشه است. احتمالاً به علت فراوانی این حیوان.
 ایران
(Iran)
کهن‌ترین نام ایران در زبان‌های ایرانی، Iranovaiju در اوستایی و Iranovich در پارسی باستان است؛ و در پارسی میانه Ērān است و به معنای "سرزمین نژاد آریایی" است. واژهٔ آریا که هندوایرانی‌ها برای نامیدن خود به کار می‌بردند به معنای "آزاده/اصیل/نجیب" است.
- Persia (نام بین‌المللی پیشین): از لاتین، از طریق یونانی "Persis"، از پارسی باستان "Pārsa"(پارس) پارس نام یکی از اقوام آریایی و به معنی چابک و اسب سوار هم گفته شده‌است. (روزنامه و سایت همشهری آنلاین نام‌های سرزمین ایران) یونانیان افسانه پرداز گویند به معنای "سرزمین Perseus(پرساوش)" است. البته از دید علمی، واژهٔ "پارس" هم ریشه با واژهٔ "پارت" و به معنای "بخش و سرزمین" است.

 جمهوری ایرلند

(Ireland)
از واژه ایرلندی Éire، از سلتی Īweriū "سرزمین حاصلخیز" یا "سرزمین Eriu (ایزدبانوی حاصلخیزی و باروری)". برخی به اشتباه "سرزمین Iron(آهن)" یا "سرزمین آریاییان (در ایرلندی: iar)" معنی می‌کنند.
 ایرلند شمالی

(Northern Ireland کشوری خودمختار در انگلستان)
بنگرید به ایرلند.
 ایسلند

(Iceland)
نام فارسی آن احتمالاً برگرفته شده از فرانسوی Islande است. در ایسلندی Ísland، «سرزمین یخ». شاید نامی که برای جلوگیری از اسکان مردم، بر آن نهادند. احتمالاً این نام را Flóki Vilgerðarson کاشف، به دلیل کوه‌های یخ شناور شمالی آن در فصل بهار بر آن گذاشت.

## ب
باربادوس

(Barbados)
نام فارسی آن احتمالاً برگرفته شده از انگلیسی است. نامیده شده توسط کاشف پرتغالی Pedro A.Campos با نام Os Barbados «اشخاص ریشدار» در سال ۱۵۳۶.
 جزیره مرجانی پالمیرا

(Palmyra Atoll در اختیار ایالات متحده)
نام فارسی آن برگرفته شده از انگلیسی است. از نام قایق Palmyra، متعلق به ناخدا Sawle. که در ۱۸۰۲ آن را کشف کرد. این معلومات اشتباه است.
 باهاما

(Bahamas)
نام فارسی آن احتمالاً برگرفته شده از انگلیسی است. از اسپانیایی Baja Mar "دریای پایین (کم عمق)". این نام به علت کم عمق بودن دریای اطرافش به آن داده شد.
 بحرین

(Bahrain)
بحرین قبل از اسلام با نام‌های مختلفی از جمله دیلمون نامیده شده‌است. بحرین در اصل واژه ای  پهلوی است در حالی که به اشتباه به عنوان  بحرین با ال عربی «البحرین» به معنای «دو دریا» قید می شود و این صحیح نیست. بحرین در اصل به معنای سرزمین و منطقه سرسبز است و ریشه شناسی آن به واژگان پهلوی به (خوش سرسبز) + ران (به معنای جا و مکان) مثل تهران که ترکیب مشابهی دارد بر می گردد، بَهران به جهت تلفظ و نگارش عربی به بحرین تبدیل شده است. و به قولی بحرین نامی است متاخر و از دوره کرامتیان یا قرامطه رایج شده‌است بحرین تاریخی نام جغرافیایی منطقه وسیعی از قطیف تا جزیره بحرین فعلی بوده‌است. جزیره بحرین در میان دو خلیج قطیف و خلیج بحرین قرار گرفته. بعضی می‌گویند بحرین از نام بهرام ابن گناوه‌ای گرفته شده و در نقشه‌های اروپایی بهرام هم آمده‌است. نام بحرین بدون الف و نون عربی است که نشانگر عجمی بودن واژه است.
 برزیل

(Brazil)
نام فارسی آن برگرفته شده از فرانسوی Brésil است. از نام چوب برزیل چوبی سرخ رنگ که در پرتغالی brasil نامیده می‌شود. در زبان Tupiسرخ‌پوستی، ibirapitanga خوانده می‌شود به معنای «چوب سرخ».
برخی گویند از نام اسطورهٔ ایرلندی Hy-Brazil، که جزیره‌ای خیالی است. این اسطوره در سده ۱۵ بسیار رایج بود تا حدی که برخی برای یافتن آن تلاش زیادی کردند. البته برزیل هم در سال ۱۵۰۰ توسط Pedro Álvares Cabral کشف شد.
 برمودا
```

```

(Bermuda تحت حکومت انگلستان)
نام فارسی آن برگرفته شده از انگلیسی است. از نام ناخدای اسپانیایی Juan de Bermúdez که این جزایر را در ۱۵۰۳ یافت.
 جزیره بووه

(Bouvet Island در اختیار نروژ)
نام فارسی آن برگرفته شده از انگلیسی است. از نام کاشف فرانسوی Jean-Baptiste Charles Bouvet de Lozier که این جزیره را در ۱۷۳۹ کشف کرد.
 برونئی

(Brunei)
این نام از واژهٔ پارسی «بارانی» یا واژهٔ هندی «وارونا» گرفته شده‌است.
 بریتانیا

(Britain)
نام فارسی آن احتمالاً برگرفته شده از لاتین Britannia است. از Pretani، «رنگ شده»؛ بریتانیا (ولزی Prydain، از لاتین Britannia، احتمالاً از طریق فرانسوی). ریشهٔ این نام عامیانه از Brutus است.
 بلژیک
(Belgium)
نام فارسی آن احتمالاً برگرفته شده از فرانسوی Belgique است. از نام قبیله‌ای سلتی، Belgae. این نام شاید از واژه هندواروپایی bolg به معنای"کیسه/زهدان" و نمایانگر تبار عمومی.
نظری دیگر اشاره می‌کند که نام Belgae ممکن است از واژه پیش-سلتی belo به معنای "تابناک"باشد (انگلیسی bale، آنگلوساکسون bael، لیتوانی baltas، اسلاوی belo "سفید/درخشان").
 بلغارستان

(Bulgaria)
نام فارسی آن احتمالاً برگرفته شده از ترکی عثمانی است. سرزمین قوم بلغار. شاید از آلمانی burg به معنای «برج» و «قلعه». شاید از burgarii یا bourgarioi به معنای «کسانی که از دژ محافظت می‌کنند». نخستین بار در یونانی در سال ۲۰۲ م نام برده شدند.
برخی گویند از ریشهٔ ترکی Bulgha به معنای «سمور».
برخی آن را با نام رود ولگادر روسیه مقایسه می‌کنند، زیرا بلغارها پیش از مهاجرت به بالکان در اطراف رود ولگا می‌زیستند.
 بلیز

(Belize)
نام فارسی آن برگرفته شده از انگلیسی است. بنابر روایتی از تلفظ اسپانیایی Wallace، دزد دریایی ای که برای نخستین بار در سال ۱۶۳۸ در بلیز ساکن شد. برخی نیز گویند از واژهٔ مایایی belix به معنای «آب گل آلود» که به رود بلیز اشاره دارد.
 بنگلادش

(Bangladesh)
از بنگالی/سنسکریت Bangla اشاره به بنگالی زبانان، و Desh به معنای «کشور». در کل «کشور بنگالی ها». هنگامی که وابسته به هند بود به نام‌های Sikkim, Tripura, Jharkand, Assam و بنگالی غربی خوانده می‌شد.
 بنین

(Benin)
نام فارسی آن برگرفته شده از انگلیسی است. نام امپراتوری آفریقایی که در بنین قرار داشت.
 بوتان (کشور)

(Bhutan)
نژاد تبتی Bhotia که در سده ۱۰ م از تبت به بوتان کوچ کردند. Bod نام باستانی تبت است و از واژهٔ پارسی «بّت» گرفته شده‌است. واژهٔ Pagoda در انگلیسی هم از واژهٔ پارسی «بت کده» گرفته شده‌است.
- بوتانی: Druk Yul به معنای «سرزمین تندر» یا «سرزمین اژدها». از تندرهای شدیدی که از سمت هیمالیا می‌آید.

 بوتسوانا

(Botswana)
نام فارسی آن برگرفته شده از انگلیسی است. از نام قوم بزرگ Tswana.
 بورکینافاسو

(Burkina Faso)
نام فارسی آن برگرفته شده از فرانسوی Burkina Faso است. از زبان بومی، به معنای «سرزمین مردمان درستکار» یا «سرزمین فسادناپذیران». پرزیدنت Thomas Sankara در کودتایی در سال ۱۹۸۳ قدرت را بدست آورد و در سال ۱۹۸۴ نام آن را از «ولتای علیا» تغییر داد. این نام از دوبخش و از دو زبان در این کشور آمده Burkina و Faso.
 بوروندی

(Burundi)
نام فارسی آن برگرفته شده از انگلیسی است. از نامی محلی به معنای "سرزمین Kirundi زبانان ".
 بوسنی و هرزگوین

بوسنی و هرزگوین (Bosnia & Herzegovina)
نام فارسی آن برگرفته شده از فرانسوی Bosnie Herzégovine است. این کشور از دو ناحیه تشکیل شده: ناحیه بزرگ شمال، بوسنی که نامش را از رود Bosna گرفته. ناحیه کوچک جنوبی، هرزگوین که نامش را از عنوان اصالتی آلمانی Herzog به معنای «دوک» گرفته. این منطقه در سال ۱۴۴۸ به زیر حکومت فردریک چهارم، امپراتوری مقدس روم رفت.
 بولیوی

(Bolivia)
نام فارسی آن برگرفته شده از فرانسوی Bolivie است. برگرفته از نام Simón Bolívar (۱۷۸۳–۱۸۳۰)، رهایی‌بخش آمریکای لاتین از سلطهٔ اسپانیا و نخستین رئیس‌جمهور بولیوی پس از استقلالش در ۱۸۲۵. نام این فرد از نام روستای La Puebla de Bolibar در بیسکای اسپانیا آمده (احتمالاً bolu "آسیاب"+ ibar "رودخانه".)
 جزیره بیکر

(Baker Island در اختیار ایالات متحده)
نام فارسی آن برگرفته شده از انگلیسی است. نامیده شده توسط Michael Baker از ایالت ماساچوست، کسی که این جزیره را در ۱۸۳۲ پیدا کرد.

## پ
پاپوآ گینه نو

(Papua New Guinea)
نام فارسی آن برگرفته شده از فرانسوی Papua Nouvelle Guinée است. پاپوا از واژه مالایی papuah، که اشاره به موی مجعد ملانزیایی‌ها دارد. گینه نو را کاشف اسپانیایی، Íñigo Ortiz de Retes برآن گذاشت زیرا مردمانش شبیه مردمان گینه در آفریقایند.
بنگرید به گینه.
 بریتانیا

پادشاهی متحد بریتانیای کبیر و ایرلند شمالی (United Kingdom)
The United Kingdom of Great Britain and Northern Ireland. در اصل در ۱۸۰۱ به نام «پادشاهی متحد بریتانیای کبیر و ایرلند» نامیده می‌شد که به اتحاد پادشاهی‌های بریتانیا و ایرلند اشاره داشت؛ ولی پس از استقلال ایرلند در ۱۹۲۷، این نام به ایرلند شمالی بسنده کرد. البته این نام در فارسی رایج نیست و بیشتر نام‌های «انگلستان» یا «بریتانیا» به کار می‌رود.
 پاراگوئه

(Paraguay)
نام فارسی آن احتمالاً برگرفته شده از فرانسوی Paraguay است. ریشه‌اش مشخص نیست، البته به نظر می‌آید از نام رود پاراگوئه باشد. احتمالاً به معنای "آب Payagua (قوم بومی)". برخی گویند از زبان Tupi-Guarani و از para(رود) و guai(تاج): "رود تاجدار".
 پاکستان

(Pakistan)
ناسیونالیست «چوذری رحمت علی» در سال ۱۹۳۳ در کتاب «اکنون یا هیچوقت» این نام را از سرواژه ۵ استان این کشور ساخت: پ(پنجاب) الف (افغانیه) ک (کشمیر) س (سند) + -ستان که پایان نام (بلوچستان) است، درست کرد. رحمت علی سپس در سال ۱۹۴۷ در کتاب «پاکستان، میهن ملل پاک» آن را این گونه توضیح داد: p (پنجاب) a (افغانیه) k (کشمیر) i (ایران) s (سند) t (تخارستان، در آسیای میانه) a (افغانستان) n (بلوچستان). واژهٔ فارسی «پاک» بعدها برای توضیح این نام و به معنای «سرزمین پاکان» استفاده شد. نام پاکستان را انگلیسیان برای نامیدن این منطقه رسمی‌کردند.
 پالائو

(Palau)
نام فارسی آن برگرفته شده از انگلیسی است. معنای آن: -؟ -
 پاناما

(Panama)
نام فارسی آن احتمالاً برگرفته شده از انگلیسی است. نام روستایی که در گذشته در مکان شهر پاناما قرار داشت. از زبان سرخ‌پوستی Cueva و به معنای «جای فراوانی ماهی». شاید از زبان Caribe و به معنای «فروانی پروانه».
 پرتغال

(Portugal)
نام فارسی آن احتمالاً برگرفته شده از پرتغالی Portugal است. از لاتین میانه Portucale، از لاتین portus «بندر» و Cale (بندر کاله). ریشهٔ Cale نامشخص است. شاید از نام قومی گائلیک که در شمال رود دورو می‌زیستند.
 پورتوریکو

(Puerto Rico مشترک‌المنافع با ایالات متحده)
نام فارسی آن احتمالاً برگرفته شده از فرانسوی Puerto Rico است. کریستف کلمب این جزیره را San Juan Bautista نامگذاری کرد. اسپانیاییان پایتخت آن را Puerto Rico «بندر ثروتمند» نامیدند؛ و بنا به دلیلی نامعلوم این دو نام را در ۱۵۲۰ باهم عوض کردند.
 پرو

(Peru)
نام فارسی آن احتمالاً برگرفته شده از انگلیسی است. ریشه‌اش مشخص نیست، بیشتر محققان گویند از واژه بومی biru(رود). برخی نیز گویند از نام سردار Beru. کاشف اسپانیایی. شاید از نام ملت باستانی این منطقه،pelu.
 پلی‌نزی فرانسه

(French Polynesia در اختیار فرانسه)
نام فارسی آن برگرفته شده از فرانسوی Polynésie است. از یونانی poly nēsos «جزایر بسیار».
 جزایر پیت‌کرن

(Pitcairn Islands در اختیار انگلستان)
نام فارسی آن برگرفته شده از انگلیسی است. نام ملوانی که نخستین کس این جزایر را دید. او از خدمه ناخدا Philip Carteret در ۱۷۶۷ بود و کرترت به افتخار او این جزیره را نامگذاری کرد.

## ت
تاجیکستان (Tajikistan)
«سرزمین تاجیک ها». از فارسی «تاجیک» (تاجدار؛ تاجور) به معنای «کشور آزادگان». این کشور زمانی بخشی از ایران بود و نام آن هم با واژهٔ ایران هم معنی است. نام تاجیکستان در سال ۱۹۲۴ میلادی برای جمهوری شوروی تاجیکان (پارسی زبانان آسیای مرکزی) ساخته شد. سرزمین تاجیکان در کهن‌ترین زمان‌ها توران نام داشت و آن را ورازرود و فرارود و ماوراءالنهر هم می‌خواندند.
تانزانیا (Tanzania)
نام این کشور از به هم پیوستن دو سرزمین زنگبار و تانگانیکا ساخته شده‌است. زنگبار نامی پارسی و به معنای «سرزمین سیاهان» است. گروهی از مردم شهر شیراز پیرامون ۱۰۰۰ سال پیش به جزیرهٔ زنگبار رفتند و این نام را بر آنجا نهادند. هم‌اکنون بسیاری از مردم زنگبار خود را «شیرازی» می‌نامند و به آن افتخار می‌کنند.
تانگانیکا هم نام دریاچه‌ای در این سرزمین است و از نام بومی tou tanganyka به معنای «پیوستن» آمده‌است. جایی که آب‌ها به هم می‌پیوندند. البته Henry Stanley کاشف پرتغالی در ۱۸۷۱ این سرزمین را کشف کرد و شاید آن را از Tonga(جزیره) و hika(پهناور) نامید.
تایلند (Thailand)
نام فارسی آن برگرفته شده از انگلیسی است. از تایی thai (قوم محلی)"آزاده"."سرزمین آزادگان".
تایوان (Taiwan)
از چینی «خلیج پلکانی» (مزارع پلکانی برنج بر بستر کوه). البته نویسهٔ قدیمیتر آن (台員) معنایی کاملاً متفاوت می‌دهد. پرتغالیان نام قوم بومی Tayouan یا Teyowan را برآن نهادند و و بازرگانان چینی آن را به این نام تبدیل نمودند.
ترکمنستان (Turkmenistan)
«سرزمین ترکمنان». برای معنای واژهٔ «ترک» بنگرید به ترکیه.
ترکیه (Turkey)
از ترکی Türkiye «سرزمین ترکان».
جزیره ترومیلن (Tromelin Island در اختیار فرانسه)
نام فارسی آن برگرفته شده از انگلیسی است. از نام Chevalier de Tromelin، فرمانده رزمناو فرانسوی که این جزیره را در ۱۷۷۶ کشف کرد.
ترینیداد و توباگو (Trinidad and Tobago)
نام فارسی آن برگرفته شده از انگلیسی است. کریستف کلمب در ۱۴۹۸ ترینیداد «تثلیث مقدس» (پدر، پسر و روح القدس) را کشف کرد. توباگو احتمالاً از نام قوم tobacco. کلمب نام Bella Forma را بر آن نهاده بود.
جزایر تورکس و کایکوس (Turks and Caicos Islands در اختیار انگلستان)
Turks نام فارسی آن برگرفته شده از انگلیسی است. از شباهت کاکتوس‌های آن به کلاه منگوله دار ترک ها؛ و Caicos از زبان بومی لوکایان caya hico «سلسله جزایر».
توکلائو (Tokelau در اختیار زلاندنو)
نام فارسی آن برگرفته شده از انگلیسی است. از توکلاوی «شمال» یا «شمالی». جزیره‌ای در شمال ساموآ. توکلاوی‌ها از ساموآ به این جزایر مهاجرت کردند.
توگو (Togo)
togo نام فارسی آن برگرفته شده از انگلیسی است. از زبان Ewe و به معنای «آب» یا «ساحل».
تونس (Tunisia)
نام فارسی آن احتمالاً برگرفته شده از عربی است. از نام شهر تونس. احتمالاً از زبان بربری «دماغه کوچک».
تونگا (Tonga)
نام فارسی آن برگرفته شده از انگلیسی است. از تونگایی «جنوب» یا «جنوبی»، زیرا این جزیره در زیر ساموا است.
تووالو (Tuvalu)
نام فارسی آن برگرفته شده از انگلیسی است. نام بومی و به معنای «هشت جزیره» یا «هشت پایگاه همراه دیگری» (تووالو نه جزیره دارد ولی هشت تای آن مسکونی است).
تیمور شرقی (East Timor)
نام فارسی آن برگرفته شده از انگلیسی است. از مالایی timur به معنای «شرق». نام بوم Timor Lorosaeو پرتغالی Timor-Leste به معنای تیمور شرقی.
- تیمور پرتغال (نام پیشین)

## ج
جامائیکا (Jamaica)
نام فارسی آن برگرفته شده از انگلیسی است. از زبان سرخ‌پوستی Taíno/Arawak، از واژه Xaymaca یا Hamaica «سرزمین چوب و آب» یا شاید «سرزمین چشمه ها».
جزیره جانستون (Johnston Atoll در اختیار ایالات متحده)
نام فارسی آن برگرفته شده از انگلیسی است. از نام دریادار Charles J. Johnston، افسر فرمانده کشتی Cornwallis، که آن را در ۱۸۰۷ کشف کرد.
جبل الطارق (Gibraltar در اختیار انگلستان)
از عربی «کوهستان طارق»، از نام «طارق ابن زیاد». فرمانده عرب که در ۷۱۱ به فتح اسپانیا پرداخت.
جزایر جورجیای جنوبی و ساندویچ جنوبی (South Georgia & the South Sandwich Islands در اختیار انگلستان)
نام فارسی آن برگرفته شده از انگلیسی است. در ۱۷۷۵جیمز کوک این جزایر را کشف کرد و به افتخار جرج سوم پادشاه انگلستان و جان مونتاگو (کسی که در خرج سفرها بسیار به کوک کمک کرد)، چهارمین ارل منطقه ساندویچ، نامگذاری کرد.
جزیره جرسی (Jersey در اختیار انگلستان)
-ey نام فارسی آن برگرفته شده از انگلیسی است. پسوند نروژی به معنای "جزیره"است. از jarth (اسکاندیناویایی:زمین)، یا jarl (ارل) یا از نام شخصی Geirr "جزیره Geirr".
جزیره جارویس (Jarvis Island در اختیار ایالات متحده)
نام فارسی آن برگرفته شده از انگلیسی است. از نام Edward, Thomas و William که فامیل خاندانشان Jarvisبود و از زمینداران بودند، این جزیره را کشف کردند.
جیبوتی (Djibouti)
نام فارسی آن برگرفته شده از انگلیسی است. از نام خلیج جیبوتی. احتمالاً از زبان Afar, "gabouti" حصیر بافت از لیفه نخل. برخی گویند به معنای "سرزمین Tehuti" خدای مصری ماه.

## چ
چاد (Chad)
نام فارسی آن برگرفته شده از انگلیسی است. در فرانسوی République du Tchad نامیده می‌شود. از نام دریاچه چاد در جنوب این کشور. دریاچه در زبان Bornu, tsade نامیده می‌شود.
چچن (Chechnya)
از روسی Chechen، احتمالاً از نام روستای Chechana یا Chechen-aul. روستایی در نزدیکی رود آرگون. برخی گویند از chechenit' sya «تکم با ناز و ادا».
نام بومی آن Noxçi است، از nexça (پنیر گوسفند) یا nox (گاوآهن) یا Nox (نوح در زبان چچنی).
چک (Czech Republic)
نام فارسی آن برگرفته شده از انگلیسی است. از Čechové (Češi یعنی چک‌ها)، نام قومی اسلاوی که در حدود ۹۰۰ م در این سرزمین ساکن شدند. معنایش مشخص نیست. بنبر افسانه‌ای از نام رهبرشان Čech، کسی که آن‌ها را به Bohemia آورد. اکثر محققین گویند نام Čech از Četa (وادی نظامی) مشتق شده‌است.
چکسلواکی (Czechoslovakia)
بنگرید به چک و اسلواکی
چین (China)
از نام دودمان Qin/Ch'in و احتمالاً از شکل سنسکریت آن.
- چینیZhong Guo: «کشور مرکزی»

## د
داغستان (Dagestan)
به معنای «سرزمین کوهستان ها». از واژه ترکی dağ به معنای «کوه».
دانمارک (Denmark)
نام فارسی آن برگرفته شده از نام بومی آن Danmark است، به معنای «زمینِ دان(Dan)ها». این قوم از گذشته دور در این سرزمین می‌زیستند. معنای قوم دان مشخص نیست شاید از واژه پیش هندواروپایی dhen «مسطح» یا «پایین». احتمالاً اشاره به جلگه دانمارک.
دومینیکا (Dominica)
نام فارسی آن برگرفته شده از انگلیسی است. از لاتین "Dies Dominica" به معنای "یکشنبه" :روزی که کریستف کلمب در این جزیره پیاده شد.
دومینیکن (Dominican Republic)
نام فارسی آن برگرفته شده از انگلیسی است. از Santo Domingo، پایتخت آن و از نام اسپانیایی Domingo de Guzmán پایه‌گذار فرقه دومنیکن.

## ر
رئونیون (Réunion در اختیار فرانسه)
نام فارسی آن برگرفته شده از فرانسوی Réunion است. به معنای «اتحاد دوباره». زیرا در ۱۷۹۲/۳ دوباره به فرانسه پیوست.
روآندا (Rwanda)
نام فارسی آن برگرفته شده از انگلیسی است. از نام مردمان Vanyaruanda، ریشه این واژه مشخص نیست. شاید به معنای «سرزمین هزار تپه» (Pays des milles collines).
روسیه (Russia)
از نام قوم روس، گروهی از Varangian. واژهٔ روس احتمالاً از واژهٔ سکایی «راؤش» و به معنای «روشن/ سفید» است.
روسیه سفید/ بلاروس (Belarus)
از بلاروسی «روس سفید». که با نام روسیه سفید نیز خوانده می‌شود. علت نام «سفید» مشخص نیست شاید «سفیدی» باشد که نمادی از آسایش است. هنوز هم در اوکراین و بلاروس مناطقی با نام «روس سرخ» و «روس سیاه» نامیده می‌شوند که علت آن شاید بازگردد به فرهنگ مغولی و تاتاری.
رومانی (Romania)
نام فارسی آن برگرفته شده از فرانسوی Romanie است. «قلمرو رومی». امپراتوری روم بخش بزرگی از این ناحیه را فتح کرد و ساکنانش را رومی نمود. نام قدیمی آن Rumania و در فرانسوی Roumania بود. این ناحیه پس از فتح قسطنطنیه توسط عثمانیان، منطقهٔ اصلی روم شرقی شد.

## ز
زامبیا (Zambia)
نام فارسی آن برگرفته شده از انگلیسی است. از نام رود زامبزی (Zambezi).
زلاندنو (New Zealand)
نام فارسی آن برگرفته شده از فرانسوی Nouvelle Zélande است. از نام استان Zeeland (به معنای "سرزمین دریا") در هلند. آبل تاسمان کاشف این جزایر، آن را Staten Landt نام‌گذاری کرد، اما نقشه‌کش‌های هلندی نام لاتین Nova Zeelandia که در هلندی Nieuw Zeeland است را به کاربردند و جیمز کوک نیز آن را به صورت New Zealand وارد انگلیسی کرد.
جزیره‌ای به نام Zealand در دانمارک وجود دارد که کپنهاگ (پایتخت دانمارک) در این جزیره واقع شده‌است.
- Aotearoa نامی که بومیان مائوری زبان برای آن به کار می‌بردند. وام گرفته شده از نام Niu Tireni. Aotearoa به معنای "سرزمین ابر سفید کشیده".

زیمبابوه (Zimbabwe)
نام فارسی آن برگرفته شده از انگلیسی است. از زبان Shona و به معنای "خانهٔ سنگی بزرگ". اشاره به پایتخت سنگی باستانی پادشاهی زیمبابوه. احتمالاً از واژه zimba re bwe; "zi"(بزرگی)؛ "imba"(خانه)؛ bwe""(سنگ).

## ژ
ژاپن (Japan)
نام فارسی آن برگرفته شده از فرانسوی Japon است. از تلفظ چینی نام ژاپن 日本 (rìběn)، یا «سرچشمه خورشید». زیرا ژاپن در شرق چین است «جایی که خورشید طلوع می‌کند».
- 日本(Nihon/ Nipponژاپنی): «جایی که خورشید طلوع می‌کند» یا «سرزمین خورشید تابان».

ژوان دو نوا (Juan de Nova در اختیار فرانسه)
نام فارسی آن برگرفته شده از فرانسوی Juan de Nova است. از نام کاشف پرتغالی در سده ۱۵، João da Nova.
ساحل  عاج (Côte d'Ivoire)
زیرا عاج را از اینجا صادر می‌کردند. نام انگلیسیش از فرانسوی نیز این معنا دارد.
ساموآ (Samoa)
نام فارسی آن برگرفته شده از انگلیسی است. شاید از نام رئیس قبیلهٔ بومی، یا از واژه‌ای بومی به معنای "جایگاه moa". moa، پرنده‌ای منقرض شده‌است که شاید در این جزیره توتمبوده.
ساموآی آمریکا (American Samoa در اختیار ایالات متحده)
بنگرید به ایالات متحده آمریکا و ساموآ.
سان مارینو (San Marino)
نام فارسی آن برگرفته شده از انگلیسی است. از نام Marinus، (شاید افسانه ای) سنگ‌تراش مسیحی که به کرواسی گریخت تا بدست رومیان بت‌پرست نیفتد او پناهگاهش را با دیگر پیروان مسیحی در کوه تایتانو (۳۰۱–۳۰۵ میلادی) تراشید. این منطقه در ایتالیایی به نام San Marino (مارینوس قدیس) شناخته شد.
سری لانکا (Sri Lanka)
از سنسکریت «جزیره باشکوه».
جزایر سفالبار (Svalbard در اختیارنروژ)
از اسکاندیناویایی «لبهٔ سرد».
جزایر سلیمان (Solomon Islands)
کاشف اسپانیایی Alvaro de Mendaña y Neyra این جزایر را در ۱۵۶۷ کشف کرد. این نام را به فکر آنکه سلیمان گنجینه‌هایش را در این نقطهٔ زمین پنهان کرده، بر آن نهاد.
سنت پیر و میکلون (Saint Pierre and Miquelon در اختیار فرانسه)
نام فارسی آن برگرفته شده از انگلیسی است. کاشف پرتغالی João Álvares Fagundes در ۱۵۲۱ آن را «یازده هزار عفیفه» نام گذاشت. فرانسویان آن را جزایر سنت پیر خواندند؛ و نام میکلون از واژهٔ میکائیل در زبان باسکی آمده(سنت مایکل). در ۱۵۷۹ Martin de Hoyarçabal دریانورد برای نخستین بار Micquetõ و Micquelle را به کار برد. این نام به بعدها به صورت Miclon, Micklon و در آخر Miquelon به کار رفت.
سنت کیتس و نویس (Saint Kitts and Nevis)
نام فارسی آن برگرفته شده از انگلیسی است. نام سنت کیتس از نام Saint Christopher (حامی مسافران) آمده. کریستف کلمب احتمالاً نام Saint Christopher را برآن نهاد، البته نمی‌دانیم چرا. ملوانان انگلیسی آن را به صورت مختصر Saint Kitts به کار می‌بردند. نام Nevis از عبارت اسپانیایی Nuestra Senora de las Nieves و به معنای «برف‌های بانوی ما»، از ابرهای پایدار بر فراز کوهستان این جزیره.
سنت وینسنت و گرنادین (Saint Vincent and the Grenadines)
نام فارسی آن برگرفته شده از انگلیسی است. از اسپانیایی Saint Vincent توسط کریستف کلمب در بیست و دوم ژانویه ۱۴۹۸، روز جشن سنت وینسنت. گرنادین، مانند گرنادا، از نام شهر جنوبی اسپانیا، به نام Granada.
سنت لوسیا (Saint Lucia)
نام فارسی آن برگرفته شده از انگلیسی است. از نام روز Saint Lucy در سیزدهم دسامبر ۱۵۰۲ که ملوانان به آن دادند.
سنت وینسنت و گرنادین (Saint Vincent & Grenadine)
نام فارسی آن برگرفته شده از انگلیسی است.
سنت هلنا (Saint Helena در اختیار انگلستان)
نام فارسی آن برگرفته شده از انگلیسی است. دریانورد پرتغالی João da Nova این جزیره را در ۱۵۰۲ کشف کرد و نام هلنا، مادر امپراتور کنستانتین را برآن نهاد.
سنگاپور (Singapore)
نام فارسی آن برگرفته شده از فرانسوی Singapour است. از مالایی Singapura، از سنسکریت Simhapura (یا Singhapura)، به معنای "شهر شیر (گربه سان)".
سنگال (Senegal)
نام فارسی آن برگرفته شده از انگلیسی است. از نام پرتغالی قوم بربر Zenaga (عربی Senhaja). این قوم بر موریتانی حکومت می‌کرد.
سوئد (Sweden)
نام فارسی آن برگرفته شده از فرانسوی Suéde است. معنای آن مشخص نیست، اما می‌دانیم از واژه اسکاندیناویایی باستان Sviþjoð می‌آید. Svi از هندو اروپایی suos (شخص کَسی/ خویشاوند) و þjoð «مردم» هم‌ریشه با deut آلمانی و teut توتنی.
- Sverige (نام ملی): از Svia Rike «پادشاهی سوئد». (این نام احتمالاً از دانمارکی وارد سوئدی شده/rig در زبان دانمارکی به معنی قلمرو پادشاهی است که در زبان سوئدی به rikke تبدیل شده‌است.

سوازیلند (Swaziland)
نام فارسی آن برگرفته شده از انگلیسی است. از نام مردمان Swazi، ساکنان این کشور. واژهٔ سوازی از نام Mswati-I، پادشاه پیشین این کشور است.
سوئیس (Switzerland)
نام فارسی آن برگرفته شده از فرانسوی Suisse است. احتمالاً به معنای «سرزمین مرداب» است.
سودان (Sudan)
از عربی «بلاد السودان» (سرزمین سیاهان). در اصل اشاره دارد به سرزمین مردم سواحیلی (در ساحل این کشور).
سورینام (Suriname)
نام فارسی آن برگرفته شده از انگلیسی است. از نام مردمان Surinen، ساکنان این منطقه.
سوریه (Syria)
از نام یونانی آشور، البته سرزمین اصلی آشور در شمال عراق بود و این منطقه Aram (قوم آرامی) خوانده می‌شد. نام سوریه را فرانسویان بر آن نهادند.
بنا بر نوشته نقش پارسی بر احجار هند سوریا و ثریا با نام سوریا (ایزد خورشید) پیوند معنایی دارد.
نام تاریخی این سرزمین «شام» بوده که برگرفته از واژه پارسی «شام» به معنی «باختر زمین» و «غروب آفتاب» است.
سومالی (Somalia)
نام فارسی آن برگرفته شده از فرانسوی Somalie است. از نام مردمان بومی Somalis. شاید از زبان Cushitic "تیره". اشاره به رنگ پوستشان. شاید از عبارت soo maal "رفتن و شیر (نوشیدنی)". اشاره به میهمان نوازی آن‌ها با شیر؛ و شاید هم از نام رئیس قبیلهٔ قدیم Samaale.
سیرالئون (Sierra Leone)
نام فارسی آن برگرفته شده از انگلیسی است. از نامی که در پرتغالی (Serra Leoa) و اسپانیایی (Sierra León) «کوهستان شیر» است. کاشف پرتغالی Pedro de Sintra در سال ۱۴۶۲ این جزایر را از دور دید و این نام را برآن نهاد. سه توضیح برای آن وجود دارد: مانند دندان‌های شیر هستند؛ مانند شیر خفته هستند یا آذرخشی که برفراز این کوه‌ها بود مانند غرش شیر بود.
سیشل (Seychelles)
نام فارسی آن احتمالاً برگرفته شده از انگلیسی است. از نام Jean Moreau de Séchelles، وزیر دارایی لویی چهاردهم در ۱۷۵۴–۱۷۵۶.

## ش
شیلی (Chile)
نام فارسی آن احتمالاً برگرفته شده از فرانسوی Chilie است. ریشه دقیق آن مشخص نیست. احتمالاً از اصطلاح بومی Mapudungun به معنای «ژرفا ها»، اشاره دارد به کوه‌های آند. در Quechua یا Mapuche زبان‌های سرخ‌پوستی، chilli به معنای «جایی که جهان پایان میابد» است. شاید هم از واژه بومی tchili به معنای «برف».

## ص
صربستان (Serbia)
"سرزمین صرب ها"، نژاد صرب‌ها شاخه‌ای از نژاد ایرانی است که به بالکان کوچیدند. واژه پهلوی Salv به معنی "توده و گروه" یا واژه پارسی Sarv به معنی "گونه‌ای درخت" دو پنداره دربارهٔ ریشه نام "صرب"‌ها هستند.
صحرا (Western Sahara در اشغال مراکش)
از نام صحرای بزرگ آفریقا.

## ع
عراق (Iraq)
از واژه پهلوی "ایراک" که در فارسی به معنای "ایران کوچک (عراق عجم)" است.
عربستان سعودی (Saudi Arabia)
کهن‌ترین نام برای آن در زبان‌های ایرانی در فارسی باستان Arabaya است. سعود نام خاندان پادشاهی این کشور است. سعود به معنای «خوشبخت». عرب در زبان‌های سامی معانی متفاوتی دارد :، «بادیه نشین»، «مغرب»، «دشت»، «مخلوط شده»، «بازرگان»، «غارتگر» و «قابل درک».
عمان (Oman)
نام فارسی آن احتمالاً برگرفته شده از عربی است. این نام را جغرافیادانان یونانی و مسلمان به کار می‌بردند. در کتاب «عمان در تاریخ» نوشته شده که مورخ رومی، Yalainous (۲۳–۷۹ میلادی) از شهری در شبه جزیره عربستان با نام اومانا Omana، یاد می‌کند. پریپلوس اریترا و پلینی از اومانا که در ابتدای دریای پارس واقع است و اندرونی خشکی آن منطقه عربیا است یاد کرده‌است.
در کتاب «عمان در تاریخ» آمده که محققان عرب معانی متفاوتی برای آن داده‌اند:ابن قبی می‌گوید که از صفت عامن یا عمون به معنای «مسکن» یا «نشیمنگاه». برخی از نام نوادهٔ ابراهیم می‌دانند. بسیاری عقیده دارند از نام دره‌ای که این شهر در آن بنا شده، آمده و بسیار تاریخیست. بعضی آن را تغییر یافته موگان و عده‌ای آن را تغییر یافته هومان می‌دانند.

## غ
غنا (Ghana)
نام فارسی آن احتمالاً برگرفته شده از انگلیسی است. از نام پادشاهی باستانی غنا.

## ف
جزایر فارو (Faroe Islands در اختیار دانمارک)
نام فارسی آن احتمالاً برگرفته شده از انگلیسی است. از زبان فاروزی (از اسکاندیناویایی باستان) Føroyar: «جزایر گوسفند».
در اصل تشکیل شده از دو بخش far و ø که Ø در زبان دانمارکی به معنی جزیره است؛ که به غلط در فارسی و انگلیسی دوباره کلمه جزیره آورده می‌شود! Øerne یعنی جزایر و Færøerne یعنی «جزایر فار» که به غلط به آن «فارو آیلندز» یا «جزایر جزایر فار» می‌گویند.
fær در زبان دانمارکی به معنی پایان و در زبان ایسلندی به معنی توانایی است.
جزایر فالکلند (Falkland Islands در اختیار انگلستان)
نام فارسی آن برگرفته شده از انگلیسی است. کاپیتان انگلیسی John Strong این جزایر را در۱۶۹۰ کشف کرد و به احترام Anthony Cary پنجمین وایکانت فالکلند در اسکاتلند این نام را بر این جزایر گذاشت.
- جزایر مالویناس (Islas Malvinas در زبان اسپانیایی): این نام را ملوانان فرانسوی در ۱۶۹۰ به این جزایر دادند. از St. Malo در بروتانی فرانسه. در فرانسوی "Malouines".

فرانسه (France)
نام فارسی آن برگرفته شده از فرانسوی France است. از فرانسوی، از Francia، «سرزمین فرانک ها». نام فرانک از نام نیزه‌ای که frankon نامیده می‌شد و این اقوام به کار می‌بردند آمده.
فلسطین (Palestine)
نام فارسی آن برگرفته شده از عربی است. پلست یا پالس نام منطقه باستانی حوالی غزه. یونانیان آن را به منطق ای وسیع تر اطلاق کردند، Palaistinê. البته هرودت و دیگران آن را نام منطقه‌ای در سوریه ذکر کردند. آن را در زمان رومیان به نام Judaea (یهودیه) نیز می‌خواندند.
فنلاند (Finland)
نام فارسی آن برگرفته شده از فرانسوی Finlande است. از ژرمنی سرزمینFinnها. ریشه Finn از لاپلندی یا Sami است. شاید از ژرمنی "مرداب/باتلاق" یا هم‌ریشه با فعل انگلیسی "find" (پیداکردن). در لاتین Fennia.
- Suomi (فنلاندی)، Soome (استونیایی)، Sum'(روسی باستان): شاید از واژه بالتیکی zeme "سرزمین"(مقایسه کنید با "زمین" فارسی).

فیجی (Fiji)
نام فارسی آن برگرفته شده از انگلیسی است. از زبان Tongan, Vitiنام این جزایر.
فیلیپین (Philippines)
نام فارسی آن برگرفته شده از فرانسوی Philippine است. «سرزمین شاه فیلیپ» فیلیپ دوم، شاه اسپانیا.
Katagalugan (زبان بومی Katipunan): «سرزمین رودخانه». (البته بیشتر برای نامیدن منطقه تاگالوگ به کار می‌رود).

## ق
قبرس (Cyprus)
نام فارسی آن برگرفته شده از عربی است. از یونانی Kypros برای «مس». اشاره به معادن مسدر این جزیره.
قرقیزستان (Kyrgyzstan)
از ترکی، «قرخ» (چهل) + «ئیز» (قبایل): «سرزمین چهل قبیله» یا «قرخ» (چهل) + «قیز» (دختر): «سرزمین چهل دختر».
قزاقستان (Kazakhstan)
«سرزمین قزاق ها». قزاق از زبان ترکی آلتایی و احتمالاً به معنای «خودمختار/آزاده/شجاع» است.
قطر (Qatar)
برگرفته از واژه پارسی گوادّر به معنای «بندر» است. نام شهر و بندری باستانی. نام Qatara را نخستین بار بطلمیوس در نقشه‌ای که از عربستان کشید، ذکر کرده.

## ک
کاتالونیا (Catalonia در اختیار اسپانیا)
نام فارسی آن برگرفته شده از اسپانیایی است. در زبان کاتالانی Catalunya. با ریشهٔ نامعلوم و فرضیه‌های بسیار. شاید از واژه‌ای به معنای "سرزمین قلعه ها". بنابر نظری دیگر Catalunya از عربی قلعه اونیه به معنای "سرزمین قلعه ها"، زیرا در مرز مسیحیان با اعراب و پر از قلعه بود. برخی گویند Catalunya از "Goth-Alania" به معنای "سرزمین گوت‌ها و آلان ها"، زیرا آن‌ها مدتی در این سرزمین حکم راندند. ویزیگوت‌ها احتمالاً بارسلونا را برای پایتختی خود ساختند.
جزایر کارولین (Caroline Islands)
نام فارسی آن برگرفته شده از انگلیسی است. از نم چارلز دوم Charles II، پادشاه اسپانیا از ۱۶۶۵ تا ۱۷۰۰.
کالدونیای جدید (New Caledonia در اختیار فرانسه)
نام فارسی آن برگرفته شده از انگلیسی است. دریادار James Cook آن را در ۱۷۷۴ نامگذاری کرد. کوه‌های این جزیره او را به یاد اسکاتلند (در لاتین: Caledonia) می‌انداخت.
کامبوج (Cambodia)
نام فارسی آن برگرفته شده از فرانسوی Cambodge است. این نام از نام پادشهی خمر در این کشور Kambujadesaیا Kambuja آمده. نام سنسکریت Kambuja یا Kamboja اشاره دارد به قبیله‌ای هندوایرانی و قدرتمند در این مناطق.
کامرون (Cameroon)
نام فارسی آن برگرفته شده از انگلیسی است. از پرتغالی Rio de Camarões به معنای «رود میگو»، از نامی که کاشفان پرتغالی در سده ۱۵ بر رود اصلی آن گذاشتند.
کانادا (Canada)
نام فارسی آن برگرفته شده از انگلیسی است. از واژه Kanata به معنای «دهکده» یا «زیستگاه» در زبان Saint-Lawrence Iroquoian که در نزدیکی شهر کبک در سده ۱۶ تکلم می‌شد.
جزایر کایمان (Cayman Islands در اختیار انگلستان)
نام فارسی آن برگرفته شده از انگلیسی است. کریستف کلمب این جزایر را در ۱۵۰۳ کشف کرد. او ان جزایر را Las Tortugas (در اسپانیایی "لاکپشت ها") نامید. در حدود ۱۵۴۰ این جزایر به نام کایمان نامیده شد که از caiman سوسماری که در این جزایر زندگی می‌کند.
کرواسی (Croatia)
نام فارسی آن برگرفته شده از فرانسوی Croatie است. لاتینی شدهٔ نام بومی Hrvatska، از Hrvat (کروات) :ریشه آن مشخص نیست، شاید واژه‌ای سرمتی" گله بان"،" گاوچران". شاید هم از آلان‌ها.
کره (Korea)
از نام سلسله Goryeo، نخستین بار که بازرگانان ایرانی به کره رفتند، شاهان Koryŏ (Goryeo) بر آن حکومت می‌راندند. این نام سنتی به معنای "نژاد (مردم)" است.
جزیره کریسمس (Christmas Island در اختیار استرالیا)
نام فارسی آن برگرفته شده از انگلیسی است. ای جزیره در روز کریسمس ۱۶۴۳ توسط William Mynors کشف شد.
کستاریکا (Costa Rica)
نام فارسی آن برگرفته شده از انگلیسی است. از اسپانیایی به معنای «ساحل ثروتمند»، برگرفته توسط کاشف اسپانیایی Gil González Dávila.
کلمبیا (Colombia)
نام فارسی آن برگرفته شده از انگلیسی است. از نام کریستف کلمب کاشف Christopher Columbus، البته او هیچگاه این کشور را ندید.
جزیره کلیپرتون (Clipperton Island در اختیار فرانسه)
نام فارسی آن برگرفته شده از انگلیسی است. از نام John Clipperton دزد دریایی انگلیسی که در ۱۷۰۵ در این جزیره پناهگاه ساخت.
کنگو (Congo)
نام فارسی آن برگرفته شده از انگلیسی است. از پادشاهی Kongo. از نام مردمان Bakongo.
کنگو دموکراتیک (Congo, Democratic Republic)
نام فارسی آن برگرفته شده از انگلیسی است. از پادشاهی Kongo. از نام مردمان Bakongo.
کنیا (Kenya)
نام فارسی آن برگرفته شده از انگلیسی است. از زبان Kĩkũyũ، "Kere-Nyaga" به معنای "کوهستان سپید".
کوبا (Cuba)
نام فارسی آن برگرفته شده از انگلیسی است. از زبان سرخ‌پوستی Taíno, Cubanacan "جایگاه مرکزی". برخی گویند انعکاسی است از نام Cuba شهر پرتغالی کوبا که کریستف کلمب پایگذاری کرد. در پرتغالی و اسپانیایی به خمرهٔ شراب "cuba" می‌گویند.
جزایر کوک (Cook Islands در اختیار زلاندنو)
نام فارسی آن برگرفته شده از انگلیسی است. از نام دریاسالار James Cook که در ۱۷۷۰ این جزایر را کشف کرد.
جزایر کوکوس (Cocos Islands در اختیار استرالیا)
نام فارسی آن برگرفته شده از انگلیسی است. از coconuts «نارگیل»، محصول عمده آن.
کومور (Comoros)
نام فارسی آن برگرفته شده از انگلیسی است. از عربی «جزایر القمر» به معنای «جزایر ماه».
کویت (Kuwait)
از عربی، کوچک شده " Kut/ Kout" به معنای "استحکامات نظامی نزدیک آب".
کیپ ورد (Cape Verde)
نام فارسی آن برگرفته شده از انگلیسی است. از نام Cap-Vert دماغه‌ای در آفریقای غربی. از نام پرتغالی Cabo Verde به معنای «دماغهٔ سبز».
کیریباتی (Kiribati)
نام فارسی آن برگرفته شده از انگلیسی است. از بومی شده نام جزایر گیلبرت Gilbert Islands.
- جزایر گیلبرت (نام پیشین): از نام دریادار انگلیسی Thomas Gilbert که این جزایر را در ۱۷۸۸ کشف کرد.

آبسنگ کینگمن (Kingman Reef در اختیار ایالات متحده)
نام فارسی آن برگرفته شده از انگلیسی است. از نام دریادار W.E. Kingman، کسی که در ۱۸۵۳ آن را کشف کرد.

## گ
گابون (Gabon)
نام فارسی آن برگرفته شده از انگلیسی است. از نام پرتغالی خلیج رود کومو، Gabão.(فرانسوی: Estuaire de Gabon). واژه Gabão از عربی «قباء». زیرا این خلیج مانند قبا می‌باشد.
گامبیا (Gambia)
نام فارسی آن برگرفته شده از انگلیسی است. از نام رود گامبیا که در این کشور جرین دارد. احتمالاً از پرتغالی câmbio به معنای «تجارت». پرتغالیان از این منطقه تجارت می‌کردند.
گرجستان (Georgia)
در زمان یونان قدیم که تازه جهان گردی و تهیه نقشه جغرافیایی باب شده بود به توصیه یکی از تاجران گرجی که در یونان به تجارت مشغول بود و اوصافی که این گرجی از گرجستان می‌کرد، یک جهان گرد و جغرافیا دان یونانی را به این فکر واداشت که سری به این کشور بزند و آنجا را از نزدیک ببیند :بعد از ورود ان یونانی به سرزمین سر سبز و رؤیایی و بهشت گونه گرجستان تمام حرف‌ها و توصیفاتی را که ان مرد گرجی گفته بود را به چشم دید…(... آهای مرد یونانی به آنجا برو تا تازه شدن و شاد بودن و جوانی را احساس کنی چون از قدیم و پیشینیان ما گفته‌اند آنجا را خداوند عالم از بهشت آورده بود تا برای خود نگاه دارد و چون ما گرجیان در نظرش خوب بودیم به ما بخشید…) و ان یونانی در چند صباحی که در گرجستان بود تمام وقتش را صرف گشت وگذار و مطالعه دربارهٔ گرجیان کرد و چون اغلب گرجیان به کشاورزی مشغول بودند نام آنجا را (georgus) که به یونانی یعنی: مردم کشاورز) نهاد؛ و از ان پس به جرجیا در غرب و گرجستان در ایران نامیده شد. در خود گرجستان هم بنام ساکارتْوِلُ نامیده می‌شود.
- Sakartvelo (گرجی): از نام خدای Kartlos، که نیای گرجیان شمرده می‌شود.

گرنادا (Grenada)
نام فارسی آن برگرفته شده از انگلیسی است. از نام شهر اسپانیایی گرنادا. کلمب آن را Concepción نام نهاده بود.
گروئنلند (Greenland در اختیار دانمارک)
نام فارسی آن احتمالاً برگرفته شده از دانمارکی است. «سرزمین سبز». توسط Eric the Red در ۹۸۲. این البته ربطی به منظره آن دارد و برای جلب مهاجران برآن نهاده شد.
- Kalaallit Nunaat (نام گروئنلندی آن): «سرزمین انسان ها».

جزایر گلورئیز (Glorioso Islands در اختیار فرانسه)
Glorioso نام فارسی آن برگرفته شده از انگلیسی است. یا Glorieuses نامش را از نمای باشکوهش (glorious) گرفته.
گواتمالا (Guatemala)
نام فارسی آن برگرفته شده از انگلیسی است. از زبان Nahuatl, Cuauhtēmallān «جای درختان فراوان» (جنگل). هنگامی که اسپانیاییان به این منطقه رسیدند فکر می‌کردند مرکز تمدن مایا باشد و از بومیان نام آن را پرسیدند و بومیان به اشتباه این تصور را کردند.
گوادلوپ (Guadeloupe در اختیار فرانسه)
نام فارسی آن برگرفته شده از انگلیسی است. کریستف کلمب آن را در ۱۴۹۳ از نام Santa María de Guadalupe، نامگذاری کرد.
گوام (Guam در اختیار ایالات متحده)
نام فارسی آن برگرفته شده از انگلیسی است. از واژهٔ ملت Chamorro, " guahan" به معنای "ما داریم".
گویان (Guyana)
نام فارسی آن احتمالاً برگرفته شده از انگلیسی است. از نام بومی «سرزمین آب‌های فراوان»، اشاره به رودهای فراوان آن.
گویان فرانسه (French Guiana در اختیار فرانسه)
بنگرید به گویان.
گینه (Guinea)
نام فارسی آن برگرفته شده از فرانسوی Guinée است. از زبان سوسو و به معنای «زن». یا از زبان بربری Akal n-Iguinawen به معنای «سرزمین سیاهان».
گینه استوایی (Equatorial Guinea)
البته این کشور بر خط استوا قرار ندارد. گینه از فرانسوی Guineé احتمالاً از زبان بربری aguinaoui به معنای «سیاه».
گینه بیسائو (Guinea-Bissau)
از نام پایتخت آن.

## ل
لائوس (Laos)
فرانسوی شدهٔ واژه لائوسی lao، به معنای "لائوسی". احتمالاً از واژه هندی lava، نام یکی از دو پسر خدای Rama. شاید از "Ai-Lao"، نامی که چینیان قدم به اقوام "تای" داده بودند و آنجا را Lan Xang "سرزمین هزاران فیل" می‌خواندند.
لاتویا/لتونی (Latvia)
نام فارسی آن برگرفته شده از انگلیسی Latvia و فرانسوی Létonie است. از نام محلی Latgale، از ریشه ژرمنی.
بنگرید به لیتوانی.
لبنان (Lebanon)
کهنترین نام در زبان‌های ایرانی برای آن در فارسی باستان Labanāna است. از ریشه زبان‌های سامی ""LBN، در زبان‌های سامی معانی متفاوتی دارد مانند "سفید" یا "شیر (خوراکی)" و حتماً ارتباطی با برف و سفیدی کوه‌های لبنان دارد. نام آن حتی در حماسه گیلگمش (۲۹۰۰ پ. م) آمده.
لسوتو (Lesotho)
نام فارسی آن برگرفته شده از انگلیسی است. از سوتو و به معنای «سیاه» یا «تیره پوست».
لوگزامبورگ (Luxembourg)
نام فارسی آن احتمالاً برگرفته شده از فرانسوی است. از سلتی Lucilem «کوچک» + ژرمنی burg «قلعه» و به معنای «قلعه کوچک».
لهستان (Poland)
از توتنی باستان یا لهستانی باستان lęděnin،("کسی که خاک دست‌نخورده را شخم می‌زند"). از lęch.
- نام دیگر آن "سرزمین Polan ها". از نام قوم Polanie. این قوم در سده ۱۰ میلادی در این منطقه ساکن شدند. نام این قوم از لهستانی pole ("کشتزار" یا "کشتزار آشکار"). نام بومی آن Polska است.

لیبریا (Liberia)
نام فارسی آن برگرفته شده از انگلیسی است. از لاتین liber «آزاد». سرزمینی که بردگان سیاه آمریکایی آزاد شده، تأسیس کردند.
لیبی (Libya)
نام فارسی آن برگرفته شده از فرانسوی Lybie است. از قوم باستانی بربر که یونانیان Libyans می‌خواندند و مصریان Rbw.
لیتوانی (Lithuania)
نام فارسی آن برگرفته شده از فرانسوی Lithuanie است. محققان سعی دارند رابطه‌ای میان آن و litus(ساحلی) در لاتین بیابند اما هیچ مدرکی در دست نیست. در لاتین با نام Litve/ Lituaeذکر شده‌اند. شاید با لاتویااز یک ریشه باشند. بنگرید به Lietuva در زیر.
- Lietuva (لیتوانیایی): بنابر نظر بومیان از lietus «باران» و به معنای «جای بارانی».

لیختن اشتاین (Liechtenstein)
از آلمانی «سنگ روشن» و از نام سلسله لیختن اشتاین گرفته شده که بر اشلنبورگ و فادوتس در زمان امپراتوری مقدس روم، حکومت می‌کردند. لیختن اشتاین و لوگزامبورگ، تنها دوک نشینانی هستند که از امپراتوری مقدس روم (نواحی آلمان و اتریش و سوئیس) باقی‌مانده‌اند.

## م
ماداگاسکار (Madagascar)
نام فارسی آن برگرفته شده از انگلیسی است. از نام بومی آن در زبان مالاگاشی (از زبان‌های مالایی)، Madagasikara، «پایان زمین» که اشاره دار به فاصله زیاد آن با جنوب شرقی آسیا.
مارتینیک (Martinique در اختیار فرانسه)
نام فارسی آن برگرفته شده از فرانسوی Martinique است. کریستف کلمب نام آن را در ۱۵۰۲ به احترام St. Martin، نام‌گذاری کرد.
جزایر مارشال (Marshall Islands)
نام فارسی آن برگرفته شده از انگلیسی است. از نام دریادار انگلیسی John Marshall، نخستین کسی که در ۱۷۸۸ موجودیت ان جزایر را اثبات کرد.
جزایر ماریانا شمالی (Northern Mariana Islands مشترک‌المنافع ایالات متحده)
نام فارسی آن برگرفته شده از انگلیسی است. فردریک ماژلان آن را در ۱۵۲۱ کشف کرد و نام Islas de los Ladrones (جزایر دزدان) را بر آن نهاد؛ اما در ۱۶۶۸ San Vitores مبلغ ژوزئیتی آن را به Las Marianas، به افتخار ماریانای اتریشی و بیوهٔ شاه فیلیپ پنجم و نائب السلطنه اسپانیا، تغییر داد.
مالاوی (Malawi)
نام فارسی آن برگرفته شده از انگلیسی است. احتمالاً از واژه بومی به معنای «آب آتشزنه» یا «شعلهٔ آتش» که به تابش مستقیم خورشید بر دریاچه مالاوی اشاره دارد.
جزیره‌مان (Isle of Man در اختیار انگلستان)
نام فارسی آن برگرفته شده از انگلیسی است. از انگلیسی و مانین، Mannanán mac Lir، نام خدای Poseidon در گائلیک و بریتونی.
مالت (Malta)
نام فارسی آن برگرفته شده از فرانسوی Malte است. از فنیقی "MLT"، "پناهگاه". که در لغات یونانی و لاتین melitta "عسل" باقی‌مانده. در گذشته نیز آن را melitta می‌خواندند؛ نام کنونی آن از مالتی که از عربی "ملطة" گرفته شده، آمده و با همان ریشه فنیقی.
مالدیو (Maldives)
نام فارسی آن برگرفته شده از فرانسوی Maldive است. از عربی «محل» یا «حبة المحل» که برای این کشور استفاده می‌کردند. برخی محققین گویند از سنسکریت maladvipa، «گلچین جزایر». برخی از ریشهٔ تامیلی malai «کوهستان» و سنسکریت diva «جزیره»، «جزایر کوهستان».
- Dhivehi Raajje (مالدیوی): «پادشاهی مالدیوی ها». Dhivehiنام مردم و زبان مالدیوی است.

مالزی (Malaysia)
نام فارسی آن برگرفته شده از فرانسوی Malaysie است. «سرزمین مردم مالایی».
مالی (Mali)
نام فارسی آن برگرفته شده از انگلیسی است. از نام پادشاهی باستانی مالی که بسیار گسترده بود و از نام مردمان Malinké.
مایوت (Mayotte در اختیار فرانسه)
نام فارسی آن برگرفته شده از انگلیسی است. تلفظ فرانسوی از نام ملت Maore/ Mawuti، سلطان نشینی در حدود ۱۵۰۰.
مجارستان (Hungary)
Magyarország (مجاری "سرزمین مجارها"): بنابر افسانه‌ها آن‌ها را از نسل Magyarو برادر Hunor (:نمرود پادشاه بابل) می‌دانند.
- Hungary: از ترکی "on-ogur" به معنای "(مردمان) ده تیر/خدنگ" که اشاره به ده قوم دارد. زیرا از ۷ قوم مجار و ۳ قوم خزر بودند. برخی گویند از واژه هون است.

مصر (Egypt)
از واژه‌ای پارسی (پارسی: Mithra). نخستین بار داریوش هخامنشی در سنگ نوشته بیستون نام مودرایا را که ریخت دیگر میترا است به کار می‌برد. میترا ایزد آفتاب بود و با آفتاب سوزان بیابان بزرگ آفریکا و سرزمین مصر هماهنگی دارد.
- Egypt(قبط):از لاتین Aegyptus از یونانی باستان Αίγυπτος(Aígyptos). بنابر نظر استرابو از "Αιγαίου υπτίως" (Aigaiou hyptios) "سرزمینی زیر دریای اژه". شاید از نام مصری ممفیس *ħāwit kuʔ pitáħ به معنای "پرستشگاه روح Ptah".

مراکش (Morocco)
نام فارسی آن برگرفته شده از اسپانیایی Marrakech است. از نام شهر "مراکش" ("Marrakush")، که احتمالاً از زبان بربر (ta)murt "سرمین" (یا (a)mur "بخش") + akush "خدا". نام اروپایی آن از تلفظ اسپانیایی Marruecos همین نام است.
- المغرب (عربی): که در مغرب سرزمین اعراب است.

مغولستان (Mongolia)
از مغولی و احتمالاً به معنای «دلیر» یا «بی باک».
مقدونیه (Republic of Macedonia)
از نام مردمان باستانی مقدونی. بنابر نظر Hesiod، از نام شاه Makedon، پسر Zeus و نوهٔ Deucalion، نیای همهٔ یونانیان. شاید از یونانی mak- «بلند/دراز» و اشاره به کوه‌های مقدونیه.
مکزیک (Mexico)
نام فارسی آن برگرفته شده از فرانسوی Méxique است. شاید از Mexxica، از شاخه‌های آزتک‌ها. برخی گویند از واژه باستانی زبان Nahuatl، و به معنای «خورشید». برخی گویند از نام رهبر Mexitli. هنوز برخی عقیده دارند که از نام علف هرزی که در اطراف دریاچه Texcoco می‌رویید. Leon Portilla می‌گوید از واژگان metztli (قمر)+ xictli (میان)، از زبان Nahuatl و به معنای «میان ماه» است یا metl(صباره).
موریتانی (Mauritania)
نام فارسی آن برگرفته شده از فرانسوی Mauritanie است. از نام اقوام بربر «مور» Mauri. نامی که اشتباهاً به آن داده شد (زیرا مورها در شمال مراکش بودند نه در زیر مراکش).
موریس (Mauritius)
نام فارسی آن برگرفته شده از فرانسوی Maurice است. از نام شاهزاده Maurits van Nassaueiland در ۱۵۹۸ پس از Maurice of Nassau (۱۵۶۷–۱۶۲۵)، Stadtholder شاهزاده هلند (۱۵۸۵–۱۶۲۵).
موزامبیک (Mozambique)
نام فارسی آن برگرفته شده از فرانسوی Mozambique است. این نام پرتغالی شده موسی بن بیگ است که نام شهر بندری در شمال موزامبیک فعلی است موسی بن بیگ حاکم ایرانی‌تبار آنجا در سال‌های ۱۴۵–۱۵۰۰ میلادی بوده‌است. بیگ و بیک از فارسی باستان به معنی بزرگ و خدا معنی می‌دهد تغییر یافته آن بغ نیز می‌گویند. بیوک و بیک در ترکی نیز از همین واژه است.
مولداوی (Moldova)
نام فارسی آن برگرفته شده از فرانسوی Moldavie است. از نام رود مولداوی در رومانی، احتمالاً از گوتیک Mulda (خاک/گل)؛ شاهزاده‌نشین Moldavia (در لاتین: Moldova).
موناکو (Monaco)
نام فارسی آن برگرفته شده از انگلیسی است. "خودش به تنها"، اشاره به اسطوره هرکول یونانی که در این سرزمین پرستش می‌شد. همچنین از نام کلنی یونانی در سده ۶ پ. م به نام Monoikos که یونانیان Phocian آن را بنا نهادند. آن‌ها سه پرستشگاه در Monoikos (Μόνοικος به معنای "خانه تنهاً یا " پرستشگاه تنها")برای هرکول ساختند. شاید نیز با اقوام مونک (ایتالیایی: monachi) رابطه داشته باشد.
مونتسرات (Montserrat در اختیار انگلستان)
نام فارسی آن برگرفته شده از انگلیسی است. کریستف کلمب آن را Santa Maria de Montserrate نام نهاد (در ۱۴۹۳). از اسپانیایی و به معنای «کوهستان ناهموار».
مونته‌نگرو (Montenegro)
نام فارسی آن برگرفته شده از انگلیسی است. فاتحان ونیزی این نام را به آن دادند، به معنای «کوهستان سیاه»، احتمالاً به تیرگی جنگل‌های کاج اشاره دارد. البته در ایتالیایی آن را monte nero و بدون «گ» تلفظ می‌کنند.
- Crna Gora (نام صربی و مونته نگرویی آن): به همان معنای «کوهستان سیاه».

میانمار (Myanmar)
نام فارسی آن برگرفته شده از انگلیسی است. نخستین توضیح م گوید از کوتاه شدهٔ نام برمه ای Myanma Naingngandaw؛ توضیح دیگر آنکه از myan «سریع» و mar «سخت/نیرومند». این تغییر نام از برمه به دلیل ستیزهای سیاسی بود. تا قدرت جدید برمه را نمایش دهند.
- برمه (Burma، نام پیشین): احتمالاً از نام سنسکریت این سرزمین: Brahmadesh «سرزمین (خدای) برهما».

جزایر میدوی (Midway Islands در اختیار ایالات متحده)
نام فارسی آن برگرفته شده از انگلیسی است. «میانه راه»، از میانه بودن در بقیه جاها در اقیانوس آرام.
میکرونزی (Micronesia)
نام فارسی آن برگرفته شده از فرانسوی Micronésie است. واژه‌ای ساخته شده از یونانی mikros (کوچک)+ nesos (جزیره): «جزایر کوچک».

## ن
نائورو (Nauru)
نام فارسی آن برگرفته شده از انگلیسی است. احتمالاً از واژه نائورویی Anáoero «من به ساحل رفتم». کاشف آلمانی آن را Nawodo یا Onawero نام نهاد.
جزیره ناواسا (Navassa Island در اختیار ایالات متحده)
نام فارسی آن برگرفته شده از انگلیسی است. در سال ۱۵۰۴ کریستف کلمب به این جزره رسید و تعدادی ملوان برای دیدن آن فرستاد، آن‌ها که در آن آبی ندیدند، نام Navaza را بر آن نهادند. "nava-" به معنای "مسطح/هموار". تا ۳۵۰ سال بعد کسی برآن نزیست.
نامیبیا (Namibia)
نام فارسی آن برگرفته شده از انگلیسی است. از نام صحرای نامیب. Namibبه معنای «بخشی که در آن هیچ‌چیز نیست» از زبان Nama.
نپال (Nepal)
نام فارسی آن برگرفته شده از انگلیسی است. احتمالاً از سنسکریت nipalaya، به معنای «پاها بر کوهستان» یا «زیستگاه برای پاها» که به هیمالیا اشاره دارد. شاید هم از تبتی niyampal «سرزمین مقدس».
نخجوان (Naxuana)
بنابر نظر "هاینریش هوبشمان" زبانشناس)Heinrich Hubschmann(در سده نوزده، نام "نخجوان" در ارمنی به معنای "جایگاه فرود" است و اشاره به کشتی نشستن نوح بر کوه آرارات دارد؛ که البته بنا بر نام امروزی آن، این نظر را می‌دهد. پیشوند "Naxc" که یک نام است و "avan" که در ارمنی به معنای "شهر" است. بطلمیوس، جغرافیدان سده ۲ میلادی و برخی دیگر آن را Naxuana نام برده‌اند. برخی گویند از نام ایرانی "نقش جهان" است. اعراب نیز بدان "نشواً می‌گفتند که سابقه تاریخی ندارد.
نروژ (Norway)
نام فارسی آن برگرفته شده از فرانسوی Norvége است. از نروژی باستان norðr و vegr «راه شمالی». Norðrvegrاشاره می‌کند به گذرگاه دراز ساحلی از نوک غربی این کشور به شمالگان.
- Urmane یا Murmane (روسی باستان): از تلفظ اسکاندیناویایی واژه نرمن (انسان شمالی). (این واژه در نام شهر روسی Murmansk باقی‌مانده).
- Norge (در لهجه بوکمول) و Noreg (در لهجه نینورسک). دو نام رسمی نروژ.

جزیره نورفک (Norfolk Island در اختیار استرالیا)
نام فارسی آن برگرفته شده از انگلیسی است. جیمز کوک در ۱۷۷۴ این جزیره را کشف کرد؛ و از نام همسر Edward Howard، نهمین دوک نورفک در بریتانیا.
نیجر (Niger)
نام فارسی آن برگرفته شده از انگلیسی است. از نام رود نیجر. از صورت بومی آن "Ni Gir" (رود Gir). این نام اغلب به اشتباه از واژه لاتین niger (سیاه) پنداشته می‌شود.
بنگرید به نیجریه.
نیجریه (Nigeria)
از نام رود نیجر که از این کشو به اقیانوس می‌ریزد.
بنگرید به نیجر.
نیکاراگوئه (Nicaragua)
نام فارسی آن احتمالاً برگرفته شده از فرانسوی Nicaragué است. نامی که از امزجاج دو نام Gil González Dávila کاشف اسپانیایی، از امزجاج دو نام Nicarao (نام رهبر بومی که در کنار دریاچه نیکاراگوئه می‌زیستند) و agua «آب» (در زبان اسپانیایی) پدیدآورد.
نیوئه (Niue در اختیار زلاندنو)
Niu نام فارسی آن برگرفته شده از انگلیسی است. احتمالاً به معنای «نارگیل» و é به معنای «دیدن». بنابر یک افسانه نخستین پلینزیایی‌هایی که به این جزیره رسیدند، نخست یک نارگیل را بر آب دیدند. این واژه با واژه ژرمنی nieu «نو/تازه» نیز هماهنگی دارد.

## و
واتیکان (Vatican City)
نام فارسی آن برگرفته شده از انگلیسی است. از لاتین Mons Vaticanusنام تپه‌ای در شهر رمو از ریشهٔ vaticinari «پیشگویی کردن». پیشگوها و طالع بین‌ها در مسیر این تپه کار می‌کردند.
جزایر والیس و فوتونا (Wallis and Futuna در اختیار فرانسه)
نام فارسی آن برگرفته شده از انگلیسی است. از نام کاشف انگلیسی Samuel Wallis که این جزایر را در ۱۷۹۷ کشف کرد.
وانواتو (Vanuatu)
نام فارسی آن برگرفته شده از انگلیسی است. از وانواتویی «سرزمین ما».
ولز (Wales کشوری خودمختار در انگلستان)
نام فارسی آن برگرفته شده از انگلیسی است. از انگلیس باستان Waelisc, Walh، به معنای «سلتی» یا به معنای عمومی تر «خارجی». انگلوساکسونها این واژه را همچون توتنی باستان برای زبان سلتی به کار می‌بردند.
- Cymru (نام بومی):در ولزی باستان «سرزمین هم میهنان».

ونزوئلا (Venezuela)
نام فارسی آن برگرفته شده از انگلیسی است. «ونیز کوچک»، مصغر Venezia نام ایتالیایی ونیز. این سرزمین را کاشفان ایتالیایی Amerigo Vespucci و Alonso de Ojeda کشف کردند.
ویتنام (Vietnam)
نام فارسی آن برگرفته شده از انگلیسی است. در چینی:越南. «پشت مرز جنوبی»، نامی باستانی که اشاره به مردمانی که در پس مرزهای جنوبی چین می‌زیستند، دارد.
جزایر ویرجین (U.S. Virgin Islands در اختیار ایالات متحده)
نام فارسی آن برگرفته شده از انگلیسی است. کریستف کلمب آن را در سال ۱۴۹۳ به افتخار St. Ursula و یازده هزار بانوی روحانی (virgin) آن نامگذاری کرد.
جزیره ویک (Wake Island در اختیار ایالات متحده)
نام فارسی آن برگرفته شده از انگلیسی است. از نام ناخدا William Wake انگلیسی. او این جزیره را را در ۱۷۹۶ کشف کرد. (البته کاشف اسپانیایی Mendaña آن را در ۱۵۶۸ کشف کرده بود).

## ه
هائیتی (Haiti)
نام فارسی آن برگرفته شده از انگلیسی است. از زبان سرخ‌پوستی Taíno/Arawak, ""Hayiti/Hayti به معنای "سرزمین کوهستانی".
جزیره هاولند (Howland Island در اختیار ایالات متحده)
نام فارسی آن برگرفته شده از انگلیسی است. این جزیره را George E. Netcher در ۱۸۴۲ کشف کرد و به معنای «چه گونه زمین».
هلند (Netherlands)
نام فارسی آن برگرفته شده از فرانسوی Hollande است. نام بخشی از این سرزمین که به اشتباه به کل آن اطلاق می‌شود. ژرمنی holt-land «سرزمین پوشیده از درخت». برخی به اشتباه از hollow land «سرزمین مردابی» می‌دانند.
- Nederland (هلندی):ژرمنی «سرزمین‌های زیرین»؛ این کشور زمانی در اختیار انگلستان بود که در بالای آن قرار داشت.

هند (India)
کهنترین نام برای آن در زبان‌های ایرانی در اوستایی Hindu-و فارسی باستان Hindu از نام سنسکریت رود Síndhu "(سرزمین) سند (خود واژهٔ سند به معنای "پرآب" است")". نام اروپایی آن نیز از فارسی باستان آمده‌است.
- Bharat (سنسکریت): احتمالاً از نام دو پادشاه باستانی به نام Bharata. ویا به معنای "سرزمین بتکده ها". واژگان "بهار" و "وهار" که در فارسی وارد شده‌اند از همین ریشه‌اند.
- Hindustan (هندی): از هندوستان فارسی که دو معنا می‌دهد: "سرزمین هندو هاً یا "سرزمین هند".

هندوراس (Honduras)
نام فارسی آن برگرفته شده از انگلیسی است. از اسپانیایی "Honduras"، "ژرفا ها". این نام را کلمب به علت آب‌های عمیق در سواحل شمالی آن گذاشت.
هنگ کنگ (Hong Kong جزیره خودمختاری در چین)
نام فارسی آن برگرفته شده از انگلیسی است. احتمالاً از تلفظ نام Hakka / Cantonese (香港)، به معنای «بندر خوشبو». در تلفظ امروزین چینی Heung Gong. زیرا در شمال این جزیره مواد معطر پرورش داده می‌شد و از اینجا صادر می‌شد. برخی نیز گویند از نام دزد دریایی زنی که به این جزیره حمله می‌کرد و Xiang Gu (香姑) نام داشت.

## ی
یمن (Yemen)
از واژه یمان از یم به معنی دریا است این واژه در سانسکریت و فرس قدیم است و ارتباطی به عربی ندارد. یمن را عده‌ای گفته‌اند از عربی «یمن» (صحیح، درست). برخی گویند از «یمین» (سمت راست). برخی گویند از «یُمن» (خوشبختی، سعادت). در گذشته یونانیان و رومیان آنجا را «عربستان خوشبخت» می‌نامیدند زیرا آب و هوایش و سرسبزیش کاملاً با بقیه نقاط شبه جزیره عربستان تفاوت داشت.
یوگسلاوی (Yugoslavia)
نام فارسی آن برگرفته شده از فرانسوی Yogoslavie است. کشوری که تمام شبه جزیره بالکان را شامل می‌شد و با مرکزیت صربستان. از اسلاوی Jugoslavija «سرزمین اسلاوهای جنوب».
یونان (Greece)
کهنترین نام برای آن در زبان‌های ایرانی Yauna- است. Yunanistan (آذری، ترکی)، الیونان (عربی)، Yavan (عبری): از نام ایونیان، اقوام یونانی آسیای صغیر.
- Greece: از لاتین Græcus، از یونانی Γραικοί، بنابر گفته ارسطو نام مردم اصلی Epirus.
- Ελλάδα (هلاس، یونانی):سرزمین هلنی‌ها. از Hellen که با واژه انگلیسی "settle" (ساکن شدن) هم‌ریشه است. خود یونانیان گویند به معنای "سرزمین روشنی" و از ἥλιος (hḗlios) به معنای "خورشید".